# Petit-Nobressart
Petit-Nobressart (lb. Kleng Elchert, niem. Klein-Elcheroth) – wieś (Uertschaft) w zachodnim Luksemburgu, w kantonie Redange, w gminie Ell. Do 3 października 2015 miejscowość leżała w dystrykcie Diekirch. Liczy 161 mieszkańców (31 grudnia 2022). 